# Božidar Đelić

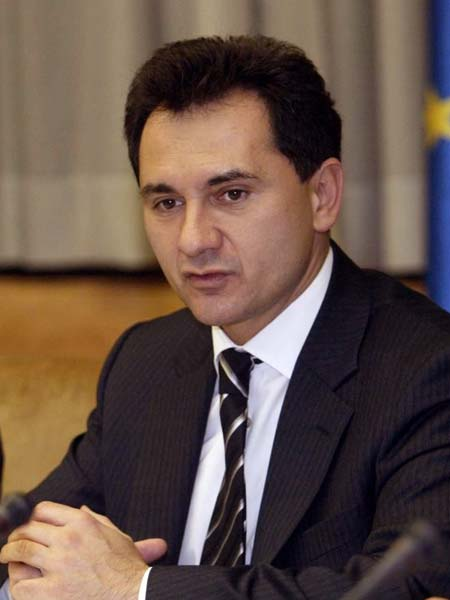
Božidar Đelić 2008

Božidar Đelić (kyrillisch Божидар Ђелић; * 1. April 1965 in Belgrad, Jugoslawien) ist ein serbischer Politiker und Finanzexperte.
Von 2001 bis 2004 war er Finanz- und Wirtschaftsminister von Serbien. Er führte erfolgreiche Schuldtitel staatlicher Kreditnehmervermittlungen sowie Privatisierungsverhandlungen. Während seiner Vollmacht war er Gouverneur für Serbien bei der EBWE und Vizegouverneur der Weltbank.
Nachdem 2004 die Regierung wechselte, arbeitete er noch im Team des neuen Finanzministers Mlađan Dinkić. 2005 wurde er Direktor der französischen Bank Credit Agricole SA für Westeuropa.
Ende 2006 war er wieder in der Politik aktiv und ist seit dem 15. Mai 2007 Vizepremier Serbiens und verantwortlich für die Integration Serbiens in die EU.
So war er in Folge Chefunterhändler für die Integration Serbiens in die Europäische Union sowie Koordinator der finanziellen Unterstützung seitens der EU. Außerdem war er verantwortlich für die Ausarbeitung der „Serbien 2020“-Strategie, passend zu dem entsprechenden EU-Plan.
Als beim Europäischen Rat am 9. Dezember 2011 die Entscheidung fiel, Serbien nicht den Status als offizieller EU-Kandidat anzuerkennen, trat Božidar Đelić als Stellvertretender Ministerpräsident für die Europäische Integration Serbiens zurück. Auf seiner Homepage gibt er als Begründung an, die Verantwortung hierfür zu übernehmen und seine Versprechung gegenüber Serbiens nicht eingehalten zu haben.
Božidar Đelić ist Absolvent der HEC Paris, der Sciences Po, der EHESS, der Harvard Business School und der Harvard Kennedy School.